# Dörzbach
Dörzbach è un comune tedesco di 2 438 abitanti, situato nel Land del Baden-Württemberg.
Il suo territorio è bagnato dal fiume Jagst.